# Walter Potzelt
Walter Emil Fritz Potzelt (* 16. Juli 1903 in Chemnitz; † 22. April 1955 in Bischofswiesen) war ein deutscher SS-Führer und zeitweise stellvertretender Führer der Einsatzgruppe A.

## Leben
Potzelt, Sohn eines Kaufmanns, besuchte die Realschule in Chemnitz und die Königliche Höhere Landwirtschaftsschule in Döbeln.
Zum 1. Juni 1930 trat er in die NSDAP (Mitgliedsnummer 266.433) und in die SS ein (SS-Nummer 3.838). In dieser wurde er nacheinander zum Untersturmführer (24. August 1932), Obersturmführer (9. November 1933), Sturmbannführer (20. April 1934), Obersturmbannführer (4. Juli 1934) und Staffelführer (20. April 1936) befördert.
1932 wurde er in den Sicherheitsdienst (SD), den Geheimdienst, der SS aufgenommen. Als SD-Mitglied wurde er Anfang 1934  zum Adjutanten von Reinhard Heydrich in dessen Eigenschaft als Leiter der Bayerischen Politischen Polizei. Am 30. Juni 1934 beteiligte er sich an der Organisation der Mord- und Verhaftungswelle im Berliner Raum im Rahmen des sogenannten Röhm-Putsches. Ende 1935 wechselte Potzelt als Stabsführer zum SD-Oberabschnitt Ost.
Im Februar 1936 wurde er mit der Leitung des SD-Oberabschnitts Fulda-Werrat beauftragt. In seiner Funktion als SS-Obersturmbannführer kandidierte er bei der Reichstagswahl am 29. März 1936, erhielt aber kein Mandat. Im April 1939 wurde ihm schließlich die Führung der 6. SS-Standarte in Berlin übertragen.
Beim Überfall auf Polen war Potzelt Stellvertreter von Erich Naumann bei der Einsatzgruppe VI.
1940/1941 trat Potzelt in die Waffen-SS ein. Im Oktober 1941 wurde er vom Reichssicherheitshauptamt (RSHA) als unabkömmlich reklamiert. Im April 1942 wurde er als Stellvertreter von Walter Stahlecker zum stellvertretenden Befehlshaber der Sicherheitspolizei und des SD (BdS) Ostland in Riga ernannt. Er war damit rangmäßig zweithöchste Offizier der sogenannten Einsatzgruppe A, die im Gebiet Ostland Massenerschießungen von Juden und anderen „unerwünschten Personen“ beziehungsweise ideologischen Gegnern durchführte.
Potzelt starb 1955 kurz vor der Einleitung eines Gerichtsverfahrens gegen ihn.